# Белетов, Джанхуват Набиюллаевич
Джанхуват Набиюллаевич Белетов (род. 13 июля 1981 года, Махачкала, Дагестанская АССР, РСФСР, СССР) — российский спортсмен, мастер ушу.  Мастер спорта международного класса по ушу-саньда. Трёхкратный чемпион мира (2003,2007,2009), неоднократный чемпион России и пятикратный чемпион Европы по ушу-саньда.

## Биография
По национальности — кумык. Начал заниматься ушу-саньда в школе боевых искусств «Пять сторон света». Тренер — Гусейн Магомаев.

## Спортивная карьера
На чемпионате мира 2003 года в Макао Джанхуват выиграл у «короля китайского кунг-фу, неоднократного чемпиона Китая среди профессионалов Лю Хайлуна. Это было сенсацией: до того поединка Лю Хайлун считался непобедимым. На чемпионате мира 2007 года Джанхуват в бою за выход в 1/8 финала с индийским спортсменом сломал себе палец на "ударной" правой руке, но не отказался от участия в турнире. На следующий день он одной рукой победил китайца. Затем - полуфинал, где он снова оказался на высоте. В финале ему противостоит иранец, у которого тоже не хватило аргументов. Так Джанхуват побеждает на втором для себя чемпионате. Лауреат национальной премии в области боевых искусств "Золотой пояс",в номинации "За волю к победе".

## Достижения
- Чемпион мира по ушу-саньда (2003 г., Макао );
- Чемпион Европы по ушу-саньда (2006 г., Италия, Линьяно Саббиадоро)
- Чемпион мира по ушу-саньда (2007 г., Китай, Пекин);
- Чемпион мира по ушу-саньда (2009 г., Канада, Торонто);
- Чемпион Европы по ушу-саньда (2010 г.)